# Seznam dílů seriálu Nakopni to
Toto je seznam dílů seriálu Nakopni to. Americký komediální seriál Nakopni to z produkce Disney XD, který se americkým divákům představil 13. června 2011 a 5. května 2012 se představil na české mutaci Disney Channelu. Akademie bojových umění Bobbyho Wasabi a říká se, že je tou nejhorší v celém řetězci Bobby Wasabi. Pro vylepšení reputace přijde do této akademie nový kluk Jack, aby je poučil o životě, o karate a o přátelství.

## Přehled řad
| Řada | Díly | Premiéra v USA  | Premiéra v USA   | Premiéra v ČR  | Premiéra v ČR    |
| Řada | Díly | První díl       | Poslední díl     | První díl      | Poslední díl     |
| ---- | ---- | --------------- | ---------------- | -------------- | ---------------- |
| 1    | 21   | 13. června 2011 | 26. března 2012  | 5. května 2012 | 24. února 2013   |
| 2    | 24   | 2. dubna 2012   | 3. prosince 2012 | 10. srpna 2013 | 6. prosince 2014 |
| 3    | 22   | 1. dubna 2013   | 27. ledna 2014   | 11. ledna 2015 | 28. srpna 2016   |
| 4    | 18   | 17. února 2014  | 25. března 2015  | 22. září 2019  | 6. října 2019    |

## Seznam dílů

### První řada (2011-2012)
| Č. v seriálu | Č. v řadě | Název                   | Český název                | Režie            | Scénář                          | Premiéra v USA     | Premiéra v ČR      | Prod. kód |
| ------------ | --------- | ----------------------- | -------------------------- | ---------------- | ------------------------------- | ------------------ | ------------------ | --------- |
| 1            | 1         | Wasabi Warriors         | Wasabi bojovníci           | Eric Dean Seaton | Jim O'Doherty                   | 13. června 2011    | 5. května 2012     | 101       |
| 2            | 2         | Fat Chance              | Dostat příležitost         | Eric Dean Seaton | Dan O'Keefe                     | 14. června 2011    | 5. května 2012     | 105       |
| 3            | 3         | Dummy Dancing           | Tanec s figurínou          | Sean McNamara    | Byron Kavanaugh                 | 15. června 2011    | 2. června 2012     | 107       |
| 4            | 4         | Dojo Day Afternoon      | Nad Dojo se stahují mračna | Eric Dean Seaton | Jim O'Doherty                   | 16. června 2011    | 12. května 2012    | 103       |
| 5            | 5         | Swords and Magic        | Meče a kostýmy             | Eric Dean Seaton | Eric Goldberg, Pete Tibbals     | 20. června 2011    | 12. května 2012    | 102       |
| 6            | 6         | Road to Wasabi          | Jak se dostat k Wasabimu   | Sean McNamara    | Marc Warren                     | 27. června 2011    | 9. června 2012     | 104       |
| 7            | 7         | All the Wrong Moves     | Taneční soutěž             | Shelley Jensen   | Marc Warren                     | 11. července 2011  | 16. června 2012    | 110       |
| 8            | 8         | Ricky Weaver            | Ricky Weaver               | Shelley Jensen   | Dan O'Keefe                     | 18. července 2011  | 23. června 2012    | 108       |
| 9            | 9         | Wax on, Wax off         | Vosková figurína           | Neal Israel      | Danny Warren                    | 25. července 2011  | 1. července 2012   | 112       |
| 10           | 10        | The Commercial          | Reklama                    | Neal Israel      | Danny Warren                    | 15. srpna 2011     | 7. července 2012   | 106       |
| 11           | 11        | Kung Fu Cop             | Kung Fu Polda              | Shelley Jensen   | Edward C. Evans                 | 17. října 2011     | 28. července 2012  | 111       |
| 12           | 12        | Boo Gi Nights           | Strašidelný večer          | Eric Dean Seaton | Eric Goldberg, Pete Tibbals     | 24. října 2011     | 27. října 2012     | 109       |
| 13           | 13        | Clash of the Titans     | Souboj titánů              | Shelley Jensen   | Frank O. Wolff                  | 14. listopadu 2011 | 11. srpna 2012     | 115       |
| 14           | 14        | Badge of Honor          | Odznak cti                 | Michael Kelly    | Jim O'Doherty                   | 21. listopadu 2011 | 13. září 2012      | 113       |
| 15           | 15        | The Great Escape        | Velký únik                 | Eric Dean Seaton | Andrew Lee                      | 28. listopadu 2011 | 3. září 2012       | 117       |
| 16           | 16        | Dude, Where's My Sword? | Hele, kde mám meč?         | Shelley Jensen   | Marc Warren                     | 6. února 2012      | 9. září 2012       | 120       |
| 17           | 17        | Breaking Board          | Porazit rekord             | Shelley Jensen   | Edward C. Evans                 | 13. února 2012     | 24. listopadu 2012 | 116       |
| 18           | 18        | Reality Fights          | Reality show               | Sean Lambert     | Jim O'Doherty                   | 27. února 2012     | 13. ledna 2013     | 118       |
| 19           | 19        | Kickin' It in China     | Užívárna v Číně            | Eric Dean Seaton | Edward C. Evans, Byron Kavanagh | 5. března 2012     | 8. prosince 2012   | 119       |
| 20           | 20        | The Wrath of Swan       | Labutí hněv                | Neal Israel      | Danny Warren                    | 12. března 2012    | 23. února 2013     | 114       |
| 21           | 21        | Rowdy Rudy              | Rváč Rudy                  | Marc Warren      | Jim O'Doherty, Dan O'Keefe      | 26. března 2012    | 24. února 2013     | 121       |

### Druhá řada (2012)
| Č. v seriálu | Č. v řadě | Název                       | Český název                       | Režie            | Scénář                            | Premiéra v USA     | Premiéra v ČR      | Prod. kód |
| ------------ | --------- | --------------------------- | --------------------------------- | ---------------- | --------------------------------- | ------------------ | ------------------ | --------- |
| 22           | 1         | Rock 'Em Sock 'Em Rudy      | Rudy, dej mu co proto             | Rob Schiller     | Dave Bickel                       | 2. dubna 2012      | 10. srpna 2013     | 203       |
| 23           | 2         | My Left Foot                | Moje levá noha                    | Eric Dean Seaton | Glenn Farrington, Geoff Barbanell | 9. dubna 2012      | 10. srpna 2013     | 201       |
| 24           | 3         | We are Family               | Jsme rodina                       | Rob Schiller     | Joel McCrary, Itai Grunfeld       | 16. dubna 2012     | 17. srpna 2013     | 204       |
| 25           | 4         | Eddie Cries Uncle           | Není nad to, mít slavného strýčka | Sean McNamara    | Jim O'Doherty                     | 23. dubna 2012     | 24. srpna 2013     | 206       |
| 26           | 5         | Skate Rat                   | Zachraňte hraboše                 | Neal Israel      | Glenn Farrington, Geoff Barbanell | 30. dubna 2012     | 7. září 2013       | 207       |
| 27           | 6         | Capture the Flag            | Ukradená vlajka                   | Rob Schiller     | Itai Grunfeld, Joel McCrary       | 7. května 2012     | 21. září 2013      | 208       |
| 28           | 7         | It Takes Two to Tangle      | Když se spolu dva zapletou        | Rob Schiller     | Jim O'Doherty                     | 11. června 2012    | 6. října 2013      | 211       |
| 29           | 8         | Buddyguards                 | Bodyguardi                        | Sean Lambert     | Glenn Farrington, Geoff Barbanell | 18. června 2012    | 13. října 2013     | 213       |
| 30           | 9         | Dojo Day Care               | Školka v Dojo                     | Sean McNamara    | Byron Kavanaugh                   | 25. června 2012    | 2. listopadu 2013  | 212       |
| 31           | 10        | Indiana Eddie               | Indiana Eddie                     | Victor Gonzalez  | J.B. Cook                         | 16. července 2012  | 9. listopadu 2013  | 202       |
| 32           | 11        | Kim of Kong                 | Kim z Kongu                       | Sean Lambert     | Dave Bickel                       | 23. července 2012  | 16. listopadu 2013 | 209       |
| 33           | 12        | Kickin' It Old School       | Síň slávy                         | Sean McNamara    | Dave Bickel                       | 10. září 2012      | 8. března 2014     | 214       |
| 34           | 13        | The Chosen One              | Vyvolený                          | Sean Lambert     | Byron Kavanaugh                   | 17. září 2012      | 29. března 2014    | 218       |
| 35           | 14        | Hit the Road Jack           | Tak jeď, Jacku                    | Sean K. Lambert  | Jim O'Doherty                     | 24. září 2012      | 5. dubna 2014      | 205       |
| 36           | 15        | A Slip Down Memory Lane     | Menší ztráta paměti               | Jim O'Doherty    | Adrienne Sterman                  | 1. října 2012      | 12. dubna 2014     | 224       |
| 37           | 16        | Wedding Crashers            | Jak zabránit svatbě               | Eric Dean Seaton | Byron Kavanaugh                   | 8. října 2012      | 3. května 2014     | 215       |
| 38           | 17        | Wazombie Warriors           | Zompíři útočí                     | Sean Lambert     | Dave Bickel, Byron Kavanaugh      | 15. října 2012     | 18. května 2014    | 223       |
| 39           | 18        | Sole Brothers               | Pár k pohledání                   | Phill Lewis      | Frank O. Wolff                    | 22. října 2012     | 24. května 2014    | 217       |
| 40           | 19        | All the President’s Friends | Všichni předsedovi přátelé        | Eric Dean Seaton | J.B. Cook                         | 29. října 2012     | 8. listopadu 2014  | 210       |
| 41           | 20        | New Jack City               | Kdo z koho                        | Sean Lambert     | Joel McCrary, Itai Grunfeld       | 5. listopadu 2012  | 15. listopadu 2014 | 219       |
| 42           | 21        | Karate Games                | Filmové hvězdy                    | Rob Schiller     | J.B. Cook                         | 12. listopadu 2012 | 22. listopadu 2014 | 222       |
| 43-44        | 22-23     | Kickin' It On Our Own       | Každý kope sám za sebe            | Sean Lambert     | Jim O'Doherty                     | 19. listopadu 2012 | 6. prosince 2014   | 220-221   |
| 45           | 24        | Oh, Christmas Nuts!         | Duch Vánoc                        | Bill Shea        | Matthew Edsall, Jana Godshall     | 3. prosince 2012   | 15. března 2014    | 216       |

### Třetí řada (2013-2014)
| Č. v seriálu | Č. v řadě | Název                         | Český název                       | Režie         | Scénář                        | Premiéra v USA     | Premiéra v ČR     | Prod. kód |
| ------------ | --------- | ----------------------------- | --------------------------------- | ------------- | ----------------------------- | ------------------ | ----------------- | --------- |
| 46           | 1         | Spyfall                       | Špión dopaden                     | Sean Lambert  | Jim O'Doherty                 | 1. dubna 2013      | 11. ledna 2015    | 301       |
| 47           | 2         | Dueling Dojos                 | Dojo duel                         | Sean Lambert  | Byron Kavanaugh               | 8. dubna 2013      | 18. ledna 2015    | 302       |
| 48           | 3         | Glove Hurts                   | Mocné rukavice                    | Rob Schiller  | Geoff Barbanell               | 15. dubna 2013     | 25. ledna 2015    | 303       |
| 49           | 4         | The Sub Sinker                | Kat suplů                         | Sean Lambert  | Joel McCrary                  | 29. dubna 2013     | 1. února 2015     | 305       |
| 50           | 5         | Meet the McKrupnicks          | Seznamte se s McKrupnikovými      | Sean Lambert  | J.J. Wall                     | 6. května 2013     | 8. února 2015     | 304       |
| 51           | 6         | Witless Protection            | Dlouhá ochrana                    | Sean Lambert  | J.J. Wall                     | 17. června 2013    | 15. února 2015    | 309       |
| 52           | 7         | Jack Stands Alone             | Jack proti všem                   | Jean Sagal    | Byron Kavanaugh               | 26. června 2013    | 22. února 2015    | 310       |
| 53           | 8         | Two Dates and a Funeral       | Dvě rande a pohřeb                | Jason Earles  | Jim O'Doherty                 | 2. července 2013   | 1. března 2015    | 311       |
| 54           | 9         | Win, Lose or Ty               | Kopni to a padej                  | Sean Lambert  | Jim O'Doherty                 | 8. července 2013   | 8. března 2015    | 307       |
| 55           | 10        | Sensei & Sensibility          | Sensibilní Sensei                 | Sean Lambert  | Geoff Barbanell               | 15. července 2013  | 19. července 2015 | 312       |
| 56           | 11        | Gabby's Gold                  | Zlatá medajle                     | Sean Lambert  | Itai Grunfeld                 | 12. srpna 2013     | 12. července 2015 | 308       |
| 57           | 12        | The New Girl                  | Nová holka                        | Bill Shea     | Adrienne Sterman              | 23. září 2013      | 22. srpna 2016    | 314       |
| 58           | 13        | Fawlty Temple                 | Hodně chrámů                      | Sean Lambert  | J.J. Wall                     | 30. září 2013      | 25. srpna 2016    | 318       |
| 59           | 14        | Seaford, We Had a Problem     | Seaforde, máme problém            | Sean Lambert  | Itai Grunfeld                 | 7. října 2013      | 23. srpna 2016    | 315       |
| 60           | 15        | Temple of Doom                | Chrám zkázy                       | Bill Shea     | Frank O. Wolff                | 14. října 2013     | 29. října 2015    | 317       |
| 61           | 16        | Mama Mima                     | Mama Mima                         | Jason Earles  | Joel McCrary                  | 4. listopadu 2013  | 24. srpna 2016    | 316       |
| 62           | 17        | Home Alone in School          | Po škole                          | Bill Shea     | Frank O. Wolff                | 11. listopadu 2013 | 5. července 2015  | 306       |
| 63           | 18        | School of Jack                | Jackova škola                     | Sean Lambert  | Jamie Carpenter, Josh Mosberg | 18. listopadu 2013 | 26. srpna 2016    | 319       |
| 64           | 19        | Queen of Karts                | Královna motokár                  | Sean Lambert  | Byron Kavanaugh               | 25. listopadu 2013 | 27. srpna 2016    | 320       |
| 65           | 20        | How Bobby Got His Groove Back | Jak se zase Bobby dostal do formy | Jim O'Doherty | Rick Williams, Jenna McGrath  | 13. ledna 2014     | 28. srpna 2016    | 321       |
| 66           | 21        | Return of Spyfall             | Špionážní reparát                 | Sean Lambert  | Jim O'Doherty                 | 20. ledna 2014     | 26. července 2015 | 313       |
| 67           | 22        | Wasabi Forever                | Wasabi navždy                     | Sean Lambert  | Jim O'Doherty                 | 27. ledna 2014     | 28. srpna 2016    | 322       |

### Čtvrtá řada (2014-2015)
| Č. v seriálu | Č. v řadě | Název                         | Český název              | Režie         | Scénář                          | Premiéra v USA     | Premiéra v ČR | Prod. kód |
| ------------ | --------- | ----------------------------- | ------------------------ | ------------- | ------------------------------- | ------------------ | ------------- | --------- |
| 68           | 1         | The Boys are Back in Town     | Kluci jsou zpátky        | Sean Lambert  | Jim O'Doherty                   | 17. února 2014     | 22. září 2019 | 401       |
| 69           | 2         | Gold Diggers                  | Zlatokopové              | Sean Lambert  | Geoff Barbanell                 | 24. února 2014     | 22. září 2019 | 403       |
| 70           | 3         | From Zeroes to Heroes         | Z nuly na hrdinu         | Sean Lambert  | Itai Grunfeld                   | 3. března 2014     | 22. září 2019 | 404       |
| 71           | 4         | The Stang                     | Průlom                   | Joel McCrary  | Peter Dirksen, Jonathan Howard  | 10. března 2014    | 28. září 2019 | 406       |
| 72           | 5         | Nerd With a Cape              | Exotův super plášť       | Jason Earles  | Joel McCrary                    | 31. března 2014    | 28. září 2019 | 405       |
| 73           | 6         | RV There Yet?                 | Máme ještě povyhňák?     | Sean Lambert  | Bryon Kavanagh                  | 7. dubna 2014      | 28. září 2019 | 402       |
| 74           | 7         | Invasion of the Ghost Pirates | Invaze Pirátů ze záhrobí | Bill Shea     | Marty Donovan, Adrienne Sterman | 14. dubna 2014     | 28. září 2019 | 410       |
| 75           | 8         | The Amazing Krupnick          | bude oznámeno            | Sean Lambert  | Frank O. Wolff                  | 16. června 2014    | 29. září 2019 | 408       |
| 76           | 9         | Battle of Seaford Hill        | bude oznámeno            | Sean Lambert  | Itai Grunfeld                   | 23. června 2014    | 29. září 2019 | 412       |
| 77           | 10        | Fight at the Museum           | bude oznámeno            | Leo Howard    | Geoff Barbanell                 | 30. června 2014    | 29. září 2019 | 411       |
| 78           | 11        | Tightroping the Shark         | bude oznámeno            | Bill Shea     | Jonathan Howard, Peter Dirksen  | 18. července 2014  | 29. září 2019 | 414       |
| 79           | 12        | Full Metal Jack               | bude oznámeno            | Amanda Bearse | Joel McCrary                    | 21. července 2014  | 5. října 2019 | 413       |
| 80           | 13        | Martinez & Malone: Mall Cops! | bude oznámeno            | Sean Lambert  | Byron Kavanagh                  | 28. července 2014  | 5. října 2019 | 415       |
| 81           | 14        | Seaford Hustle                | bude oznámeno            | Sean Lambert  | Byron Kavanagh                  | 4. srpna 2014      | 5. října 2019 | 409       |
| 82           | 15        | Kickin It in the Office       | bude oznámeno            | Jim O'Doherty | Jim O'Doherty                   | 17. listopadu 2014 | 5. října 2019 | 407       |
| 83           | 16        | Bringing Down the House       | bude oznámeno            | Sean Lambert  | Adrienne Sterman                | 4. března 2015     | 6. října 2019 | 416       |
| 84           | 17        | You Don't Know Jack           | bude oznámeno            | Jason Earles  | Patrick Bottaro, Chris Phillips | 11. března 2015    | 6. října 2019 | 417       |
| 85           | 18        | The Grandmaster               | bude oznámeno            | Sean Lambert  | Jim O'Doherty                   | 25. března 2015    | 6. října 2019 | 418       |